# Ait Kamara
Ait Kamara of Ait Kamra (Berbers: ⴰⵢⵜ ⴽⴰⵎⵔⴰ) is een stad en gemeente gelegen in het Rifgebergte, in het noorden van Marokko. De stad behoort tot de provincie Al Hoceima en de regio Tanger-Tétouan-Al Hoceïma. Ait Kamara ligt in het stamgebied van de Ait Waryaghar. In 2024 telde de stad circa achtduizend inwoners.
Het dorp ligt op de autoweg route National Route 16 en is daarmee in het westen verbonden met Tétouan en in het oosten met de stad Nador. Het vliegveld Cherif Al Idrissi Airport ligt op ca. 20 km van het dorp.
Een groot deel van de inwoners emigreerde in de jaren 70 en 80 naar Europa. 
Hoofdplaats: Al Hoceïma

Steden: Imzouren · Beni Bouayach · Ait Youssef Ou Ali · Ajdir

Dorpen: Ait Kamara · Boukidan · Tamassint

Marokko: Regio's, provincies en prefecturen